# Emily Nelson
Emily Nelson née le 10 novembre 1996 à Burton upon Trent, est une coureuse cycliste britannique. Elle a remporté le championnat du monde de poursuite par équipes juniors en 2013 associée à Amy Hill, Hayley Jones et Emily Kay, avec qui, elle détient pendant deux ans le record du monde junior en 4 min 36 s 147. Elle est notamment championne du monde de l'américaine en 2018 avec Katie Archibald et championne d'Europe du scratch en 2019.

## Biographie
Emily Nelson est la sœur ainée de Josie Nelson professionnelle de cyclisme sur route.

## Palmarès

### Championnats du monde
- Glasgow 2013
  -  Championne du monde de poursuite par équipes juniors (avec Amy Hill, Hayley Jones et Emily Kay)
- Londres 2016
  - 5e de la course aux points
- Hong Kong 2017
  -  Médaillée d'argent de l'américaine
  - 5e de la poursuite par équipes[2]
- Apeldoorn 2018
  -  Championne du monde de l'américaine (avec Katie Archibald)
  -  Médaillée d'argent de la poursuite par équipes
  - 9e de la poursuite individuelle[3]
- Pruszków 2019
  - 10e de la poursuite individuelle

### Coupe du monde
- 2016-2017 
  - 1re de la poursuite par équipes à Glasgow (avec Eleanor Dickinson, Manon Lloyd, Emily Kay et Dannielle Khan)
  - 2e de l'omnium à Cali
- 2017-2018
  - 1re de la poursuite par équipes à Manchester (avec Elinor Barker, Katie Archibald et Neah Evans)
  - 2e de l'américaine à Pruszków
  - 3e de la poursuite par équipes à Pruszków
- 2018-2019
  - 1re de la poursuite par équipes à Berlin (avec Katie Archibald, Emily Kay, Laura Kenny et Jessica Roberts)
  - 1re de l'américaine à Berlin (avec Laura Kenny)
- 2019-2020
  - 2e de l'américaine à Minsk

### Championnats d'Europe
| Édition / Épreuve              | Poursuite par équipes                               | Course aux points | Scratch | Américaine | Élimination |
| Anadia 2014 (juniors)          | Or (avec Manon Lloyd, Grace Garner et Megan Barker) |                   |         |            |             |
| Montichiari 2016 (espoirs)     | Or (avec Emily Kay, Dannielle Khan et Manon Lloyd)  | Argent            |         |            |             |
| Saint-Quentin-en-Yvelines 2016 | Bronze                                              |                   | Argent  |            |             |
| Anadia 2017 (espoirs)          |                                                     |                   |         | Or         |             |
| Apeldoorn 2019                 |                                                     |                   | Or      |            | Argent      |

### Championnats nationaux
- Championne de Grande-Bretagne de poursuite par équipes en 2017 (avec Eleanor Dickinson, Manon Lloyd et Annasley Park)